# François-Cyrille Grange
François-Cyrille „Bouli“ Grange (* 11. März 1983 in Valloire, Département Savoie) ist ein ehemaliger französischer Skirennläufer und aktueller Skilehrer und -trainer. Er entstammt einer großen Skirennläuferfamilie; seine Mutter Annick Levrel und sein Vater Jean-Pierre Grange gehörten einst dem französischen Skinationalkader an; sein jüngerer Bruder ist der ehemalige Slalomfahrer Jean-Baptiste Grange. Eine 1988 geborene Schwester war ebenfalls im Skisport aktiv.
Im Jahre 1992 war er, damals achtjähriger Nachwuchsskifahrer und Fan von Olympique Marseille, zusammen mit Michel Platini Schlussläufer beim olympischen Fackellauf der Olympischen Winterspiele 1992 in Albertville.

## Leben und Karriere
François-Cyrille Grange wurde im Jahre 1983 als erster Sohn von Annick Levrel und Jean-Pierre Grange, die in den 1970ern dem Skinationalkader Frankreichs angehörten, im Wintersportort Valloire geboren, wo er auch aufwuchs und heute (Stand: Dezember 2013) noch immer lebt. Wie auch sein ein Jahr später geborene Bruder begann er noch in sehr jungem Alter seine Laufbahn als Skirennläufer. Vor allem Jean-Claude Killy, dem erfolgreich französischen Skirennläufer der 1960er, war es zu verdanken, dass Grange zum Fackelläufer bei den Olympischen Spielen 1992 wurde. Dieser veranlasste zusammen mit dem damaligen Bürgermeister von Valloire, Cyrille Rol, ein Großonkel François-Cyrille Granges, dass der damals Achtjährige beim Fackellauf als Schlussläufer in Erscheinung tritt. Dies war allerdings bis zuletzt ein gut gehütetes Geheimnis, von dem nicht einmal die Mutter Annick, die ihren Sohn bis zum Olympiastadion Théâtre des Cérémonies brachte, etwas wusste. Dabei lief er an der Hand des „Maestro des französischen Fußballs“, Michel Platini, ins Stadion ein.
An die Erfolge seines ein Jahr jüngeren Bruders als Skifahrer konnte er allerdings bald nicht mehr anschließen. Im Erwachsenenbereich brachte er es später auf nur zwei offizielle FIS-Rennen im Jahre 2000. Seinen ersten Auftritt hatte er dabei beim Riesenslalom vom 8. Januar 2000 in seiner Heimatstadt, bei dem er mit einer Zeit von 2:04.45 den 21. Platz belegte; sein Bruder wurde in dem Rennen mit einer Zeit von 1:56.02 (+ 01.84) Dritter. Einen Tag später nahm François-Cyrille Grange am Slalom in Valloire teil, den er schlussendlich lediglich auf dem 40. Rang mit 13,61 Sekunden Rückstand auf den Sieger Christophe Gilbert abschloss. Sein jüngerer Bruder wurde in diesem Rennen Sechster. Danach nahm Grange an keinem weiteren offiziellen FIS-Rennen mehr teil und konzentrierte sich vermehrt auf seine Karriere als Skilehrer- und trainer. So war er unter anderem von Januar 2001 bis April 2010 bei der Skischule ESF Valloire aktiv, wo er sich vor allem als Jugendtrainer etablierte. Später wechselte er zum Ski Club de Valloire, bei dem er heute (Stand: Dezember 2013) noch immer aktiv ist.